# أنطوانيت ويدراوغو
{{صندوق معلومات شخص|
| الصورة = Antoinette Nongoba Ouédraogo.jpg
أنطوانيت نونغوبا ويدراوغو محامية من بوركينا فاسو وناشطة في مجال حقوق المرأة والبيئة، وكانت أول امرأة في بوركينا فاسو تصبح محامية.

## النشأة
تلقت تعليمها في كلية البنات الصغار في لومبيلا عاصمة قسم لومبيلا في مقاطعة أوبريتنغا.

## الحياة المهنية
انتخبت ويدراوغو في 17 يونيو 2006، رئيسة لنقابة المحامين في بوركينا فاسو. في اليوم العالمي للمرأة في عام 2007 تحدثت عن ضد العنف علي المرأة وخاصة الاغتصاب. ويدراوغو هي رئيسة جمعية تنمية المرأة وعضوة في مجموعة خبراء تغير المناخ الوطنية. وقد ذكرت أن عمليات التطهير العشوائي للأراضي والصيد الجائر والبحث عن مراعٍ جديدة تؤدي إلى تفاقم تغير المناخ.
ويدراوغو هي ممثلة بوركينا فاسو في اللجنة التنفيذية لتحالف الشيا العالمي. وتمثل ويدراوغو أيضًا وزير الحكومة السابق الجنرال جبريل باسولي الذي يشتبه في أنه قاد انقلابًا قصير الأجل عام 2015 قام بزعزعت استقرار بوركينا فاسو. في يوليو عام 2017، حقق فريق الدفاع القانوني «انتصارًا كبيرًا» بعد أن قالت مجموعة عمل تابعة للأمم المتحدة إن اعتقال الوزير السابق «تعسفي وغير قانوني».
في مايو عام 2017 مثلت ويدراوغو رئيس بوركينا فاسو السابق بليز كومباوري (غيابيًا) ومجلس وزرائه في محاكمة، بعد أن فر من البلاد إلى ساحل العاج خلال ثورة شعبية في عام 2014، حيث حاول تمديد فترة حكمه البالغة 27 عامًا. قادت فريق الدفاع مشيرة إلى أن المحاكمة كانت مخالفة لدستور البلاد.